# Anna Escher von Muralt
Anna Escher von Muralt es un óleo sobre lienzo pintado hacia 1800 por la pintora suiza Angelica Kauffmann. Está expuesto en el Museo del Prado de Madrid (España).

## Historia
Kauffmann fue una precoz y prolífica pintora que de joven mostró gran interés hacia la música y la lectura. Gracias a su madre aprendió varios idiomas y de su padre, pintor poco conocido, las primeras lecciones de pintura. Tuvo una vida cosmopolita y vivió en Suiza, Austria, Italia e Inglaterra. Cuando pintó el retrato de Anna Escher von Muralt hacia 1800, tenía 60 años y contaba con una larga trayectoria. Esta obra, exponente del lenguaje neoclásico, se exhibe en el Museo del Prado, después de haber sido restaurada mejorando su aspecto, que estaba algo apagado por la oxidación del barniz original. Anna Escher von Muralt se integró en la colección del museo como parte del legado de Luis de Errazu y Rubio de Tejada, vocal del Real Patronato del Museo del Prado, nombrado en 1912.

## Descripción
Anna Escher von Muralt es una pintura al óleo sobre lienzo, cuyas medidas son 110 cm de alto y 86 cm de ancho. El retrato es de una dama que perteneció a una rica familia de Suiza. Figura femenina sedente, representada casi de cuerpo entero con ropajes de aire clásico, a la moda de finales del siglo XVIII y comienzos del siglo XIX. Tiene cruzados los brazos sobre su regazo girando su cabeza hacia la derecha, donde dirige la mirada. Aparece adornada con dos joyas, una cinta de perlas sobre su cabello a modo de diadema realzando el peinado y un brazalete en tonos azules y perlas en la manga derecha. En un lateral de la obra aparece un pedestal, encima del cual, se aprecia un ramo de rosas. En el fondo del cuadro, se contempla un paisaje en el que surge un templo de planta circular que evoca el mundo antiguo. Es una imagen de espíritu neoclásico y concepción burguesa del siglo XVIII.